# In My Eyes
In My Eyes war eine US-amerikanische Straight Edge-Hardcore-Punk-Band aus Boston. Gegründet 1997, war sie neben Bands wie Bane, Floorpunch oder Ten Yard Fight eine der wichtigsten Gruppen des Youth-Crew-Revival.

## Geschichte
1998 veröffentlichten die Bandmitglieder ihr erstes Album The Difference Between auf dem Hardcore-Label Revelation Records. Anfang 2000 erschien ihr zweites und gleichzeitig auch letztes Album Nothing to Hide, ebenfalls auf Revelation. Im Oktober 2000 gaben sie im Rahmen des zweiten National Edge Days, eines Feiertags der Straight-Edge-Bewegung, ihr letztes Konzert und lösten sich anschließend auf. Die Mitglieder spielten vor und nach ihrer Zeit bei In My Eyes noch in anderen Straight-Edge-Bands, wie zum Beispiel Panic, The Explosion oder Fastbreak. In My Eyes benannte sich nach dem gleichnamigen Song von Minor Threat.

## Diskografie
- 1998: The Difference Between (Revelation Records)
- 2000: Nothing to Hide (Revelation Records)